# 13a cerimònia dels Lumières
La 13a cerimònia dels Lumières de la Premsa Internacional, va tenir lloc el 13 de gener de 2008 a l'Auditori de l'Ajuntament de París i estava presidit pel director Claude Lelouch i moderat per la periodista Estelle Martin.

## Guanyadors i nominats
Els guanyadors s'indiquen en negreta.
| Millor pel·lícula - L'escafandre i la papallona de Julian Schnabel - Persepolis de Marjane Satrapi et Vincent Paronnaud - La vida en rosa d'Olivier Dahan - La Graine et le Mulet d'Abdellatif Kechiche - La Chambre des morts d'Alfred Lot | Millor director - Abdellatif Kechiche per La Graine et le Mulet - Julian Schnabel per L'escafandre i la papallona - Olivier Dahan per La vida en rosa - André Téchiné per Les Témoins - Alfred Lot per La Chambre des morts |
| Millor actor - Mathieu Amalric pel paper de Jean-Dominique Bauby a L'escafandre i la papallona - Benoît Magimel per La noia tallada en dues de Claude Chabrol - Guillaume Depardieu per La duquessa de Langeais de Jacques Rivette - Jean-Pierre Marielle per Il faut que ça danse de Noémie Lvovsky - Bernard Campan, Gérard Darmon, Jean-Pierre Darroussin, i Marc Lavoine per Le Cœur des hommes 2 de Marc Esposito | Millor actriu - Marion Cotillard pel paper d'Édith Piaf a La vida en rosa - Mélanie Laurent per La Chambre des morts d'Alfred Lot - Marina Foïs per Darling de Christine Carrière - Sylvie Testud per Ce que mes yeux ont vu de Laurent de Bertillat - Ludivine Sagnier per La noia tallada en dues de Claude Chabrol                             |
| Millor actor revelació - Jocelyn Quivrin pel paper de Charlie a 99 Francs - Fu'ad Ait Aattou per Une Vieille Maîtresse de Catherine Breillat - Laurent Stocker per Ensemble, c'est tout de Claude Berri - Kolia Litscher per Charly d'Isild Le Besco - Yannick Renier per Nue Propriété de Joachim Lafosse | Millor actriu revelació - Hafsia Herzi pel paper de Rym a La Graine et le Mulet - Christa Theret, Lucie Desclozeaux per Et toi t'es sur qui ? de Lola Doillon - Audrey Dana per Roman de gare de Claude Lelouch - Clotilde Hesme per Les Chansons d'amour de Christophe Honoré - Romola Garai per Angel de François Ozon                          |
| Millor pel·lícula francòfona - Délice Paloma de Nadir Moknèche - Cowboy de Benoît Mariage - L'Age des ténèbres de Denys Arcand - J'aurais voulu être un danseur d'Alain Berliner - Africa Paradis de Sylvestre Amoussou - Voleurs de chevaux de Micha Wald | Millor guió - Alfred Lot segons l'obre de Franck Thilliez per La Chambre des morts - André Téchiné, Viviane Zingg, Laurent Guyot per Les Témoins - Christine Carrière segons l'obra de Jean Teulé per Darling - Laurent de Bertillat, Alain Ross per Ce que mes yeux ont vu - Noémie Lvovsky, Agnès de Sacy, Valeria Bruni-Tedeschi, per Actrices |
| Millor fotografia - Éric Gautier per Enmig de la Natura | Premi del Públic Mundial (atorgat per TV5 Monde) - La vida en rosa de Olivier Dahan |
| Lumière d’honor - Jean-Pierre Marielle | |